# Verolengo
Verolengo (piemontesisch Vrolengh), das antike Quadrata, ist eine Gemeinde in der italienischen Metropolitanstadt Turin (TO), Region Piemont.

## Lage und Einwohner
Verolengo liegt 33 km nordöstlich von Turin. Das Gemeindegebiet umfasst eine Fläche von 29 km² und hat 4830 Einwohner (Stand 31. Dezember 2023). 
Die Nachbargemeinden sind Saluggia, Rondissone, Chivasso, Crescentino, Torrazza Piemonte, Brusasco, Monteu da Po, San Sebastiano da Po und Lauriano.

## Geschichte

Pfarrkirche S.Giovanni Battista

Das Gebiet der heutigen Gemeinde Verolengo beherbergte seit der Antike menschliche Siedlungen. Damals wurde es tatsächlich von der Römerstraße Turin – Pavia durchquert, damals eine wichtige Handelsverkehrsader, die Nordwestitalien mit Gallien verband und deren Stadt Die Route wird heute mehr oder weniger von der modernen S.S. übernommen. bis von Monferrato.
In den heute Quarino Bianco und Quarino Rosso genannten Regionen entstand die Mansio Quadrata, die in den römischen Itinerarien erwähnt wird, vielleicht um das 2. Jahrhundert v. Chr., ursprünglich mit der Funktion eines Rastplatzes, vergleichbar mit modernen Raststätten oder Autobahnraststätten, aber weniger wichtig in Bezug auf Dienstleistungen und hatte in der Folgezeit sowohl als Straßenknotenpunkt als auch als militärisches und strategisches Zentrum Bedeutung. In der Gegend von Quarini hat es nie an interessanten archäologischen Funden gefehlt, die die Existenz der Siedlung objektiv dokumentieren.
Der Ort Verolengo scheint einen jüngeren Ursprung zu haben, der wahrscheinlich auf das frühe Mittelalter zurückzuführen ist, da er, wie alle Toponyme mit der Endung - engo, in den germanischen, vielleicht genauer lombardischen Kontext einzuordnen ist, aber über keine genauen dokumentarischen Quellen verfügt. Für diesen Zeitraum ist es noch nicht möglich, eindeutige Schlussfolgerungen in diesem Sinne zu ziehen.
In der karolingischen Zeit in die Mark von Ivrea eingegliedert, ging es dann an die Markgrafen von Monferrato über, die unter anderem mehrere Jahrhunderte lang Verolengo besaßen, bis es 1530 aus dynastischen und verwandtschaftlichen Gründen vom Monferrato an die Gonzaga überging, Herren von Mantua. Bis 1631 lag Verolengo an der Grenze zwischen dem Herzogtum Savoyen und der Markgrafschaft Monferrato und wurde, wie es heißt, von einem Zweig der Familie Gonzaga regiert.
Nach diesem Datum wurde es nach dem Vertrag von Cherasco Teil der savoyischen Herrschaft, deren Schicksal es fortan teilte.
In der napoleonischen Zeit wurde Piemont an Frankreich angegliedert und in Departements aufgeteilt. Verolengo wurde in das Departement Dora eingegliedert, mit Ivrea als Hauptstadt. Im Mai 1814, mit Beginn der Restauration, wurde es wieder Teil des Königreichs Sardinien und nahm von diesem Moment an an den Ereignissen teil, die zur Vereinigung Italiens führten.
Obwohl Verolengo nie Mittelpunkt großer Ereignisse war und auch keine bedeutenden Persönlichkeiten hervorgebracht hat, ist es dennoch keine Stadt ohne Geschichte. Es ist, wie viele andere, ein Beispiel für eine kleine Gemeinde, die es geschafft hat, ihre eigene Identität zu bewahren, die sich durch die wechselnden Ereignisse der Zeit hindurchzieht.

## Wirtschaft
Der Rennwagenhersteller Osella hat in Verolengo seine Zentrale und seine Produktionsstätte.

## Persönlichkeiten
- Antonio Torasso (1914–1960), römisch-katholischer Ordensgeistlicher, Apostolischer Vikar von Florencia in Kolumbien